# Cantonul Besançon-Nord-Est
Cantonul Besançon-Nord-Est este un canton din arondismentul Besançon, departamentul Doubs, regiunea Franche-Comté, Franța.